# Taka była Oklahoma
Taka była Oklahoma (ang. Oklahoma Crude) – amerykański western z 1973 roku w reżyserii Stanleya Kramera.

## Opis fabuły
Oklahoma podczas "gorączki nafty" początku XX wieku. Samotna kobieta imieniem Lena wraz z wynajętym Indianinem, przy pomocy niedużej wiertni poszukuje ropy naftowej. Potężny trust naftowy, za pomocą bandy opryszków pod przywództwem bezwzględnego Hellmana, próbuje wyrzucić ją z ziemi i przejąć szyb. Kobieta nie chce jednak odejść i ani myśli ustąpić pod presją opryszków. Jej ojciec wynajmuje dla jej ochrony trampa imieniem Mason. Wszyscy oni nie są jednak w stanie przeciwstawić się bezwzględnym zabijakom. Pewnej nocy Lena i jej towarzysze zostają napadnięci i po kolejnej odmowie sprzedaży działki wszyscy troje zostają ciężko pobici. W rezultacie napadu Indianin umiera, a Lena i Mason dzięki pomocy jej ojca, po długiej rekonwalescencji wracają do sił. Od lokalnego adwokata w miasteczku, Lena dowiaduje się, że chociaż posiada prawo własności do działki, jej odzyskanie zajmie jej w najlepszym wypadku kilka lat. Adwokat nieoficjalnie doradza jej aby uczyniła dokładnie to samo co ludzie Hellmana i siłą zajęła działkę. Dzięki podstępowi, zdesperowanej kobiecie i wiernemu Masonowi udaje się wykurzyć z działki nie spodziewających się ataku intruzów. Nie odchodzą oni jednak daleko – zaledwie poza zasięg strzału – i tam spokojnie oczekują na rezultat poszukiwań. Kiedy ropa wreszcie tryska, Lena ma nadzieję na lukratywny kontrakt sprzedaży odwiertu z innymi oferentami. Zanim jednak do tego dochodzi, okazuje się, że poszukiwacze trafili tylko na niewielką żyłę nafty, której erupcja szybko zanika. Zgraja Hellmana i pozostali oferenci odchodzą. Wydaje się, że Lena pozostaje z niczym. Odkrywa jednak, że odnalazła coś więcej niż ropę – mężczyznę swojego życia, Masona.

## Obsada
- George C. Scott – Mason
- Faye Dunaway – Lena
- John Mills – Cleon
- Jack Palance – Hellman
- William Lucking – Marion
- Harvey Jason – Wilcox
- Ted Gehring – Wobbly
- Rafael Campos – Jimmy
- Woodrow Parfrey – adwokat
- John Hudkins – Bloom
- Harvey Parry – Bliss
- Bob Herron – Dulling
- Jerry Brown – Rucker
- Jim Burk – Moody
- Henry Wills – Walker
- Hal Smith – Miller
- Cody Bearpaw – Indianin
- James Jeter – Stapp
- Larry D. Mann – Deke Watson
- John Dierkes – farmer
- Karl Lukas – włóczęga przy ognisku
- Wayne Storm – włóczęga przy ognisku
- Billy Varga – kucharz

i inni.

## O filmie
Film przyniósł niezły dochód i otrzymał nominację do nagrody Złotego Globu w roku 1974 (w kategorii Najlepsza Piosenka) oraz Nagrodę Główną na VIII MFF w Moskwie (za najlepszą reżyserię). Były to dwa, prestiżowe wyróżnienia, leżące na dwóch odległych biegunach ówczesnego świata filmowego.
Obraz spodobał się również krytykom. Roger Ebert w obrazie Kramera widział dobrze znany chociażby z Afrykańskiej królowej Hustona schemat obyczajowy oparty na relacji pięknej i niezależnej kobiety i nieokrzesanego mężczyzny, którzy zostają rzuceni razem w awanturnicze przedsięwzięcie. Myślą oni, że nie mają ze sobą nic wspólnego poza własnymi interesami, ale stopniowo ich współpraca rodzi szacunek, przywiązanie i wreszcie miłość. Chwalono aktorstwo odtwórców głównych ról –  Scotta i Dunaway, zwłaszcza tej drugiej.
W Polsce swoją premierę film miał w kwietniu 1975 roku. Krajowi krytycy, podobnie jak ich amerykańscy koledzy, zwracali uwagę na wierność realiom epoki ukazanym w filmie oraz na wysokiej klasy aktorstwo. Bożena Janicka na łamach Filmu pisała o najwartościowszych, ludzkich cechach amerykańskiego westernu jakie można w nim zobaczyć, tj. wytrwałości, odwadze, poczuciu niezależności i zdolności przeciwstawienia się przemocy.
Wbrew temu co mógłby sugerować tytuł, zdjęcia do filmu kręcono w Kalifornii.